# Pseudoploesoma formosum
Pseudoploesoma formosum är en hjuldjursart som först beskrevs av Myers 1934.  Pseudoploesoma formosum ingår i släktet Pseudoploesoma och familjen Synchaetidae. Inga underarter finns listade i Catalogue of Life.